# Takahiro Fujimoto (1970)
Pour les articles homonymes, voir Takahiro Fujimoto.
Takahiro Fujimoto (藤本 隆宏, Fujimoto Takahiro), né le 21 juillet 1970 à Kitakyūshū, est un acteur et nageur japonais.

## Palmarès
- Jeux asiatiques
  -  Médaille d'or du 200 mètres quatre nages aux Jeux asiatiques de 1990 à Pékin
  -  Médaille d'or du 400 mètres quatre nages aux Jeux asiatiques de 1990 à Pékin
  -  Médaille d'argent du 200 mètres quatre nages aux Jeux asiatiques de 1994 à Hiroshima

- Universiade
  -  Médaille d'or du 400 mètres quatre nages à l'Universiade d'été de 1991 à Sheffield
  -  Médaille de bronze du 200 mètres quatre nages à l'Universiade d'été de 1991 à Sheffield

## Filmographie
- 2005 : Otoko-tachi no Yamato
- 2009 : Jin
- 2012 : Monsters
- 2012 : Taira no Kiyomori
- 2013 : Andô Lloyd
- 2014 : Hanako to An
- 2014 : Inpei sôsa
- 2014 : Kazokugari
- 2015 : Ichiro
- 2015 : Keiseisaimin no otoko
- 2015 : Oriento kyuukou satsujin jiken
- 2015 : Sono otoko, ishiki takai kei
- 2016 : 99.9 ~ Keiji Senmon Bengoshi
- 2016 : Fragile : Byôrii Kishi Keiichirô no Shoken
- 2016 : Gu.Ra.Me !- Sôri no Ryôriban
- 2016 : Sanadamaru
- 2016 : Suishô no kodô : satsujin bunseki-han
- 2018 : Hagetaka
- 2018 : Neet Neet Neet : Goji
- 2019 : Kioku ni Gozaimasen : Koga
- 2021 : Kenshin : Le Commencement (るろうに剣心 最終章 The Beginning, Rurōni Kenshin saishū shō: The Beginning?) de Keishi Ōtomo : Kondō Isami